# Saturn-Award-Verleihung 2022
Die 47. Saturn-Award-Verleihung, die 50 Jahre nach der Gründung der Academy of Science Fiction, Fantasy & Horror Films auch als die 50th Anniversary Saturn Awards betitelt wurde, fand am 25. Oktober 2022 statt. Die Nominierungen wurden am 12. August 2022 bekanntgegeben. Die Kategorien für Fernsehserien wurden in „Netzwerk/Kabel“ und „Streaming“ aufgeteilt.
Im Filmbereich erhielt The Batman mit 12 Nominierungen die meisten Nennungen, gefolgt von Nightmare Alley mit zehn. Im Fernsehbereich wurde Better Call Saul siebenmal nominiert, gefolgt von Severance, Stranger Things, Superman & Lois und The Walking Dead mit jeweils sechs Nominierungen.
Die meisten Auszeichnungen, nämlich vier, erhielt Better Call Saul, dem folgten mit jeweils drei Auszeichnungen die Filme Top Gun: Maverick, Nightmare Alley und Everything Everywhere All at Once sowie die Streamingserie Obi-Wan Kenobi.

## Nominierungen und Gewinner

### Film
| Kategorie                    | Preisträger                                                          | Film                                        | Nominierungen |
| ---------------------------- | -------------------------------------------------------------------- | ------------------------------------------- | --- |
| Bester Science-Fiction-Film  |                                                                      | Nope                                        | Crimes of the Future Dune Free Guy Godzilla vs. Kong Jurassic World: Ein neues Zeitalter |
| Bester Fantasyfilm           |                                                                      | Everything Everywhere All at Once           | Cruella Phantastische Tierwesen: Dumbledores Geheimnisse Ghostbusters: Legacy The Green Knight Massive Talent |
| Bester Horrorfilm            |                                                                      | The Black Phone                             | A Quiet Place 2 Last Night in Soho The House at Night Scream X |
| Bester Action-/Adventurefilm |                                                                      | Top Gun: Maverick                           | RRR Tod auf dem Nil Fast & Furious 9 Keine Zeit zu sterben West Side Story |
| Bester Thriller              |                                                                      | Nightmare Alley                             | Ambulance The Northman Old The Outfit Pig |
| Bester internationaler Film  |                                                                      | RRR                                         | Downton Abbey II: Eine neue Ära Eiffel in Love Ich bin dein Mensch Helden der Wahrscheinlichkeit Silent Night – Und morgen sind wir tot |
| Bester Independentfilm       |                                                                      | Dual                                        | Alice Dream Horse Gold Mass Watcher |
| Bester Animationsfilm        |                                                                      | Marcel the Shell with Shoes On              | Die Addams Family 2 Encanto Lightyear Luca Minions – Auf der Suche nach dem Mini-Boss |
| Beste Comicverfilmung        |                                                                      | Spider-Man: No Way Home                     | The Batman Doctor Strange in the Multiverse of Madness Shang-Chi and the Legend of the Ten Rings The Suicide Squad Thor: Love and Thunder |
| Beste Regie                  | Matt Reeves                                                          | The Batman                                  | Guillermo del Toro für Nightmare Alley Joseph Kosinski für Top Gun: Maverick Jordan Peele für Nope S. S. Rajamouli für RRR Steven Spielberg für West Side Story Jon Watts für Spider-Man: No Way Home |
| Bestes Drehbuch              | Guillermo del Toro Kim Morgan                                        | Nightmare Alley                             | Matt Reeves & Peter Craig für The Batman Scott Derrickson & C. Robert Cargill für The Black Phone Daniel Kwan & Daniel Scheinert für Everything Everywhere All at Once Jordan Peele für Nope James Vanderbilt & Guy Busick für Scream Chris McKenna & Erik Sommers für Spider-Man: No Way Home |
| Bester Schnitt               | Eddie Hamilton                                                       | Top Gun: Maverick                           | Jeffrey Ford & Leigh Folsom Boyd für Spider-Man: No Way Home William Hoy & Tyler Nelson für The Batman Cam McLauchlin für Nightmare Alley Paul Rogers für Everything Everywhere All at Once Nicholas Monsour für Nope Pietro Scalia, Doug Brandt & Calvin Wimmer für Ambulance |
| Beste Spezialeffekte         | John Desjardin Bryan Hirota Kevin Smith Pier Lefebvre Mike Meinardus | Godzilla vs. Kong                           | Janek Sirrs, Theo Bialek, Erik Winquist, Alexis Wajbrot & Olivier Dumont für Doctor Strange in the Multiverse of Madness Sheena Duggal & Alessandro Ongaro für Ghostbusters: Legacy Kelly Port, Chris Waegner, Scott Edelstein & Daniel Sudick für Spider-Man: No Way Home David Vickery für Jurassic World: Ein neues Zeitalter Christopher Townsend, Joe Farrell, Sean Walker & Dan Oliver für Shang-Chi and the Legend of the Ten Rings Scott Fisher & Ryan Tudhope für Top Gun: Maverick |
| Beste Musik                  | Danny Elfman                                                         | Doctor Strange in the Multiverse of Madness | Michael Abels für Nope Nicholas Britell für Cruella Michael Giacchino für The Batman Nathan Johnson für Nightmare Alley Howard Shore für Crimes of the Future Joel P. West für Shang-Chi and the Legend of the Ten Rings |
| Beste Ausstattung            | Tamara Deverell                                                      | Nightmare Alley                             | Sue Chan für Shang-Chi and the Legend of the Ten Rings James Chinlund für The Batman Fiona Crombie für Cruella Patrice Vermette für Dune Jason Kisvarday für Everything Everywhere All at Once Marcus Rowland für Last Night in Soho |
| Bestes Kostüm                | Jacqueline Durran David Crossman Glyn Dillon                         | The Batman                                  | Jenny Beavan für Cruella Kym Barrett für Shang-Chi and the Legend of the Ten Rings Robert Morgan & Jacqueline West für Dune Mayes C. Rubeo für Thor: Love and Thunder Luis Sequeira für Nightmare Alley Sammy Sheldon für Eternals |
| Bestes Make-Up               | Donald Mowat Love Larson Eva von Bahr                                | Dune                                        | Alexandra Anger, Monica Pavez & Evi Zafiropoulou für Crimes of the Future Jo-Ann MacNeil, Mike Hill & Megan Many für Nightmare Alley Mike Marino & Naomi Donne für The Batman Justin Raleigh, Ozzy Alvarez, Kevin Kirkpatrick & Victoria Down für Army of the Dead Matteo Silvi & Adam Johansen für Thor: Love and Thunder Heba Thorisdottir, Greg Funk & Brian Sipe für The Suicide Squad                                                                                                   |
| Bester Hauptdarsteller       | Tom Cruise                                                           | Top Gun: Maverick                           | Timothée Chalamet für Dune Idris Elba für The Suicide Squad Tom Holland für Spider-Man: No Way Home Daniel Kaluuya für Nope Simu Liu für Shang-Chi and the Legend of the Ten Rings Robert Pattinson für The Batman |
| Beste Hauptdarstellerin      | Michelle Yeoh                                                        | Everything Everywhere All at Once           | Cate Blanchett für Nightmare Alley Emily Blunt für A Quiet Place 2 Zoë Kravitz für The Batman Keke Palmer für Nope Emma Stone für Cruella Zendaya für Spider-Man: No Way Home |
| Bester Nebendarsteller       | Jonathan Ke Quan                                                     | Everything Everywhere All at Once           | Paul Dano für The Batman Colin Farrell für The Batman Ethan Hawke für The Black Phone Richard Jenkins für Nightmare Alley Alfred Molina für Spider-Man: No Way Home Benedict Wong für Doctor Strange in the Multiverse of Madness |
| Beste Nebendarstellerin      | Awkwafina                                                            | Shang-Chi and the Legend of the Ten Rings   | Carrie Coon für Ghostbusters: Legacy Jodie Comer für Free Guy Viola Davis für The Suicide Squad Stephanie Hsu für Everything Everywhere All at Once Diana Rigg für Last Night in Soho Marisa Tomei für Spider-Man: No Way Home |
| Bester Nachwuchsschauspieler | Finn Wolfhard                                                        | Ghostbusters: Legacy                        | Noah Jupe für A Quiet Place 2 Madeleine McGraw für The Black Phone Millicent Simmonds für A Quiet Place 2 Mason Thames für The Black Phone Jacob Tremblay für Luca |

### Fernsehen
| Kategorie                                          | Preisträger        | Serie                         | Nominierungen |
| -------------------------------------------------- | ------------------ | ----------------------------- | --- |
| Beste Science-Fiction-Serie (Netzwerk / Kabel)     |                    | Superman & Lois               | The Flash The Man Who Fell to Earth Resident Alien Supergirl Westworld |
| Beste Science-Fiction-Serie (Streaming)            |                    | Star Trek: Strange New Worlds | The Expanse For All Mankind Lost in Space – Verschollen zwischen fremden Welten The Mandalorian The Orville Star Trek: Discovery                                                                                            |
| Beste Fantasyserie (Netzwerk / Kabel)              |                    | Shining Vale                  | Doctor Who Ghosts La Brea Riverdale |
| Beste Fantasyserie (Streaming)                     |                    | Loki                          | Matrjoschka Das Rad der Zeit Schmigadoon! WandaVision The Witcher |
| Beste Horrorserie (Netzwerk / Kabel)               |                    | The Walking Dead              | American Horror Story: Double Feature Chucky Fear the Walking Dead From What We Do in the Shadows |
| Beste Horrorserie (Streaming)                      |                    | Stranger Things               | Creepshow Evil Servant Severance Squid Game |
| Beste Action-/Thrillerserie (Netzwerk / Kabel)     |                    | Better Call Saul              | Big Sky The Blacklist Dark Winds Dexter: New Blood Outlander Yellowjackets |
| Beste Action-/Thrillerserie (Streaming)            |                    | The Boys                      | Bosch: Legacy Cobra Kai Leverage 2.0 Peacemaker Reacher The Umbrella Academy |
| Beste Miniserie                                    |                    | Obi-Wan Kenobi                | Das Buch von Boba Fett Hawkeye Midnight Mass Ms. Marvel Moon Knight |
| Beste Animationsserie                              |                    | Star Wars: The Bad Batch      | Arcane Blade Runner: Black Lotus The Boys Presents: Diabolical Invincible Star Trek: Lower Decks What If…? |
| Bester TV-Hauptdarsteller (Netzwerk / Kabel)       | Bob Odenkirk       | Better Call Saul              | Colman Domingo für Fear the Walking Dead Chiwetel Ejiofor für The Man Who Fell to Earth Michael C. Hall für Dexter: New Blood Sam Heughan für Outlander Tyler Hoechlin für Superman & Lois Harold Perrineau, Jr. für From   |
| Bester TV-Hauptdarsteller (Streaming)              | Oscar Isaac        | Moon Knight                   | Tom Hiddleston für Loki Anthony Mackie für The Falcon and the Winter Soldier Ewan McGregor für Obi-Wan Kenobi Anson Mount für Star Trek: Strange New Worlds Adam Scott für Severance Antony Starr für The Boys              |
| Beste TV-Hauptdarstellerin (Netzwerk / Kabel)      | Rhea Seehorn       | Better Call Saul              | Caitriona Balfe für Outlander Kylie Bunbury für Big Sky Courteney Cox für Shining Vale Melanie Lynskey für Yellowjackets Rose McIver für Ghosts Elizabeth Tulloch für Superman & Lois                                       |
| Beste TV-Hauptdarstellerin (Streaming)             | Ming-Na Wen        | Das Buch von Boba Fett        | Millie Bobby Brown für Stranger Things Britt Lower für Severance Erin Moriarty für The Boys Elizabeth Olsen für WandaVision Beth Riesgraf für Leverage 2.0 Kate Siegel für Midnight Mass                                    |
| Bester TV-Nebendarsteller (Netzwerk / Kabel)       | Jonathan Banks     | Better Call Saul              | Tony Dalton für Better Call Saul Patrick Fabian für Better Call Saul Harvey Guillén für What We Do in the Shadows Michael Mando für Better Call Saul Michael James Shaw für The Walking Dead Brandon Scott Jones für Ghosts |
| Bester TV-Nebendarsteller (Streaming)              | Elliot Page        | The Umbrella Academy          | Zach Cherry für Severance Ethan Hawke für Moon Knight Joel Kinnaman für For All Mankind Ethan Peck für Star Trek: Strange New Worlds Joseph Quinn für Stranger Things John Turturro für Severance                           |
| Beste TV-Nebendarstellerin (Netzwerk / Kabel)      | Lauren Cohan       | The Walking Dead              | Emmanuelle Chriqui für Superman & Lois Janina Gavankar für Big Sky Julia Jones für Dexter: New Blood Melissa McBride für The Walking Dead Danielle Panabaker für The Flash Sophie Skelton für Outlander                     |
| Beste TV-Nebendarstellerin (Streaming)             | Moses Ingram       | Obi-Wan Kenobi                | Patricia Arquette für Severance Danielle Brooks für Peacemaker Jess Bush für Star Trek: Strange New Worlds Nell Tiger Free für Servant Kathryn Hahn für WandaVision Aleyse Shannon für Leverage 2.0                         |
| Bester TV-Gastdarsteller (Netzwerk / Kabel)        | Jennifer Tilly     | Chucky                        | Michael Biehn für The Walking Dead Rachael Harris für Ghosts Jesse James Keitel für Big Sky Jeffrey Dean Morgan für The Walking Dead Fisher Stevens für The Blacklist Aisha Tyler für Fear the Walking Dead                 |
| Bester TV-Gastdarsteller (Streaming)               | Hayden Christensen | Obi-Wan Kenobi                | Jensen Ackles für The Boys LeVar Burton für Leverage 2.0 Tony Dalton für Hawkeye Rosario Dawson für The Mandalorian Robert Englund für Stranger Things Jonathan Majors für Loki                                             |
| Bester TV-Nachwuchsschauspieler (Netzwerk / Kabel) | Brec Bassinger     | Stargirl                      | Jack Alcott für Dexter: New Blood Zackary Arthur für Chucky Gus Birney für Shining Vale Jordan Elsass für Superman & Lois Alex Garfin für Superman & Lois                                                                   |
| Bester TV-Nachwuchsschauspieler (Streaming)        | Iman Vellani       | Ms. Marvel                    | Vivien Lyra Blair für Obi-Wan Kenobi Maxwell Jenkins für Lost in Space – Verschollen zwischen fremden Welten Gaten Matarazzo für Stranger Things Sadie Sink für Stranger Things Hailee Steinfeld für Hawkeye                |

### Homevideo
| Kategorie                                                   | Preisträger | Film/Serie                                          | Nominierungen |
| ----------------------------------------------------------- | ----------- | --------------------------------------------------- | --- |
| Beste 4K-Blu-ray-Veröffentlichung                           |             | Everything Everywhere All at Once                   | Andy Warhols Dracula Für eine Handvoll Dollar Andy Warhols Frankenstein Für ein paar Dollar mehr Gesprengte Ketten Die Körperfresser kommen                                                                  |
| Beste Veröffentlichung eines Klassikers                     |             | Theater des Grauens                                 | Die unglaubliche Geschichte des Mister C. Robur, der Herr der sieben Kontinente: Special Edition The Secret of the Blue Room Village of the Giants Die Wunderwelt der Gebrüder Grimm: Deluxe Special Edition |
| Beste DVD- oder Blu-ray-Kollektion                          |             | Universal Classic Monsters: Icons of Horror (in 4K) | Die Alfred-Hitchcock-Classic-Kollektion 2 Die Francis-7-Filmkollektion Die Der-Pate-Filmreihe (in 4K) Shawscope: Volume One Val Lewton: Zweiteiler (The Ghost Ship und Bedlam)                               |
| Beste DVD- oder Blu-ray-Veröffentlichung einer Fernsehserie |             | Chucky (Staffel 1)                                  | The Adventures of Ozzie and Harriet (Staffel 1 & 2) Creepshow (Staffel 2) Der Nachtjäger: Die komplette Serie Night Gallery (Staffel 1) Der Sechs-Millionen-Dollar-Mann: Die komplette Serie                 |